# Пиньел
Пиньел (порт. Pinhel; [pi'ɲɛɫ]) — город в Португалии, центр одноимённого муниципалитета в составе округа Гуарда. По старому административному делению входил в провинцию Бейра-Алта. Входит в экономико-статистический субрегион Бейра-Интериор-Норте, который входит в Центральный регион. Численность населения — 2,6 тыс. жителей (город), 10,2 тыс. жителей (муниципалитет) на 2006 год. Занимает площадь 486,15 км².
Покровителем города считается Дева Мария (порт. Maria; [ ]). Праздник города — 25 августа.

## Расположение
Город расположен в 30 км на северо-восток от адм. центра округа города Гуарда.
Муниципалитет граничит:
- на севере — муниципалитет Вила-Нова-де-Фош-Коа
- на северо-востоке — муниципалитет Фигейра-де-Каштелу-Родригу
- на востоке — муниципалитет Алмейда
- на юге — муниципалитет Гуарда
- на западе — муниципалитет Селорику-да-Бейра, Транкозу, Меда

## История
Город основан в 1209 году.

## Состав муниципалитета
В муниципалитет входят следующие районы:
1. Алверка-да-Бейра
2. Аталайа
3. Азеву
4. Богальял
5. Боса-Кова
6. Сережу
7. Сидаделье
8. Эрваш-Тенраш
9. Эрведоза
10. Фрейшедаш
11. Говейяш
12. Ламегал
13. Ламейраш
14. Маниготу
15. Пала
16. Перейру
17. Пиньел
18. Помареш
19. Пинзиу
20. Повуа-де-Эл-Рей
21. Сафурдан
22. Санта-Эуфемия
23. Сорвал
24. Сору-Пиреш
25. Валбон
26. Вале-де-Мадейра
27. Вашковейру

## Известные уроженцы
- Коэлью, Жозе Диаш (1923 — 1961) — португальский художник и скульптор, антифашист, видный деятель Коммунистической партии Португалии.

## Галерея

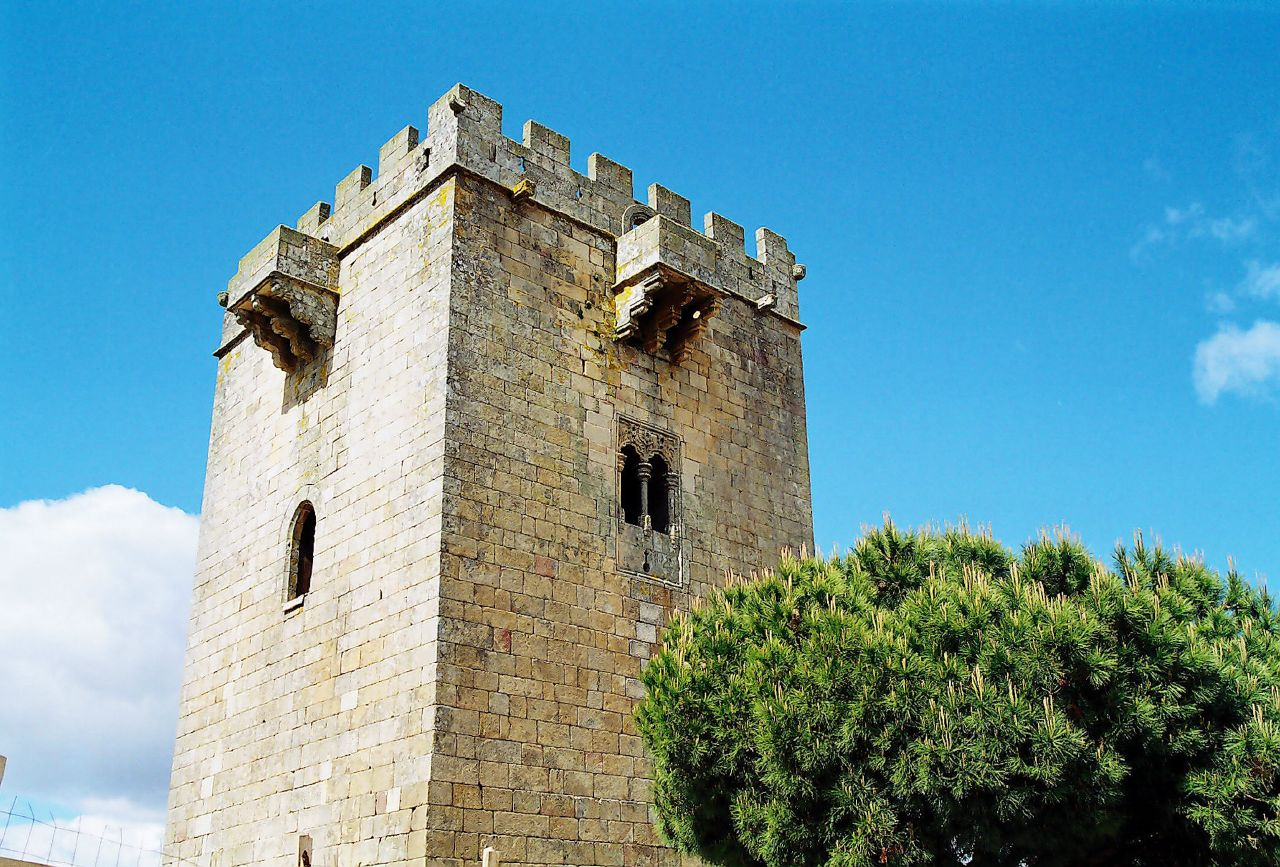
Замок
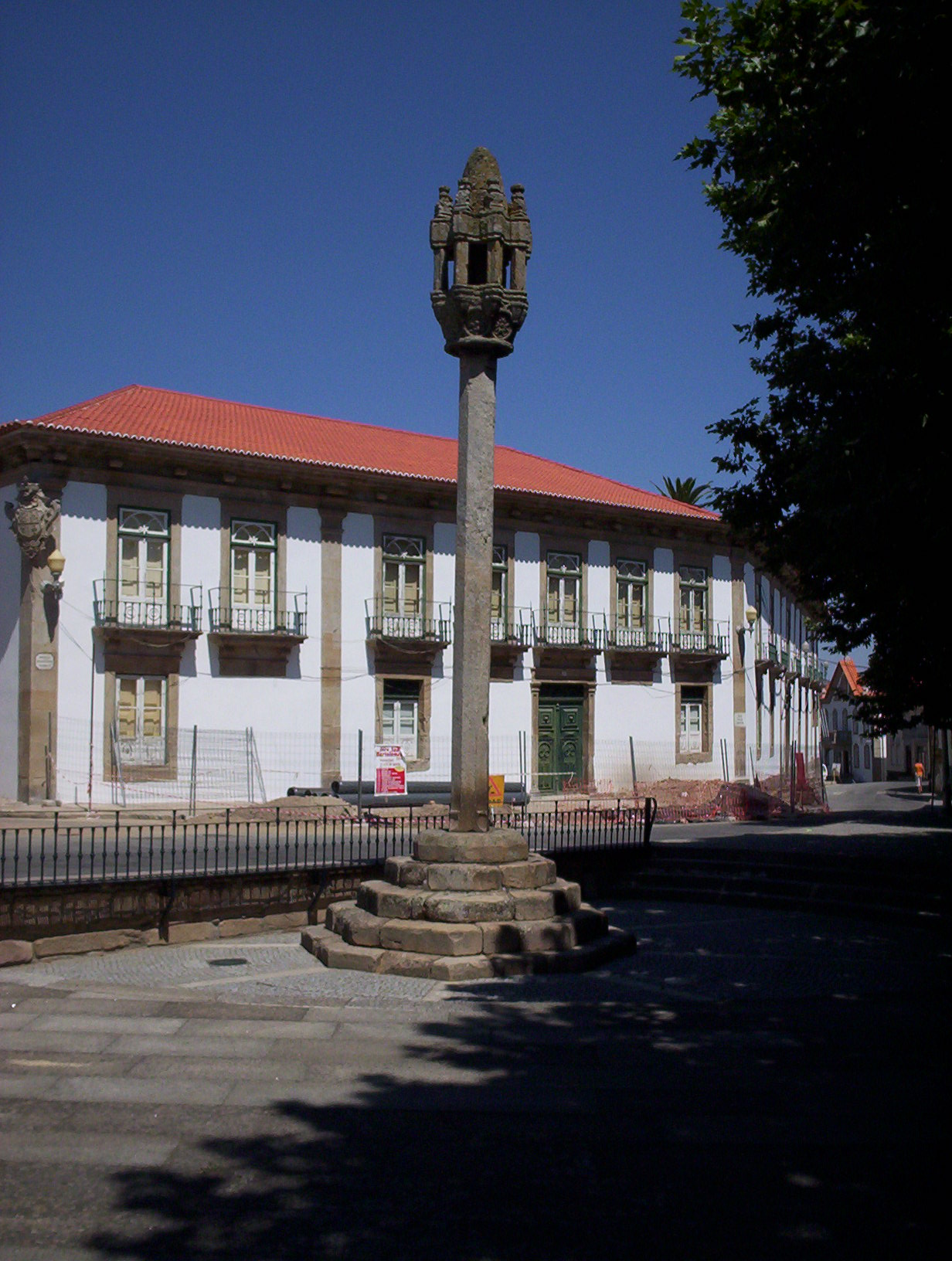
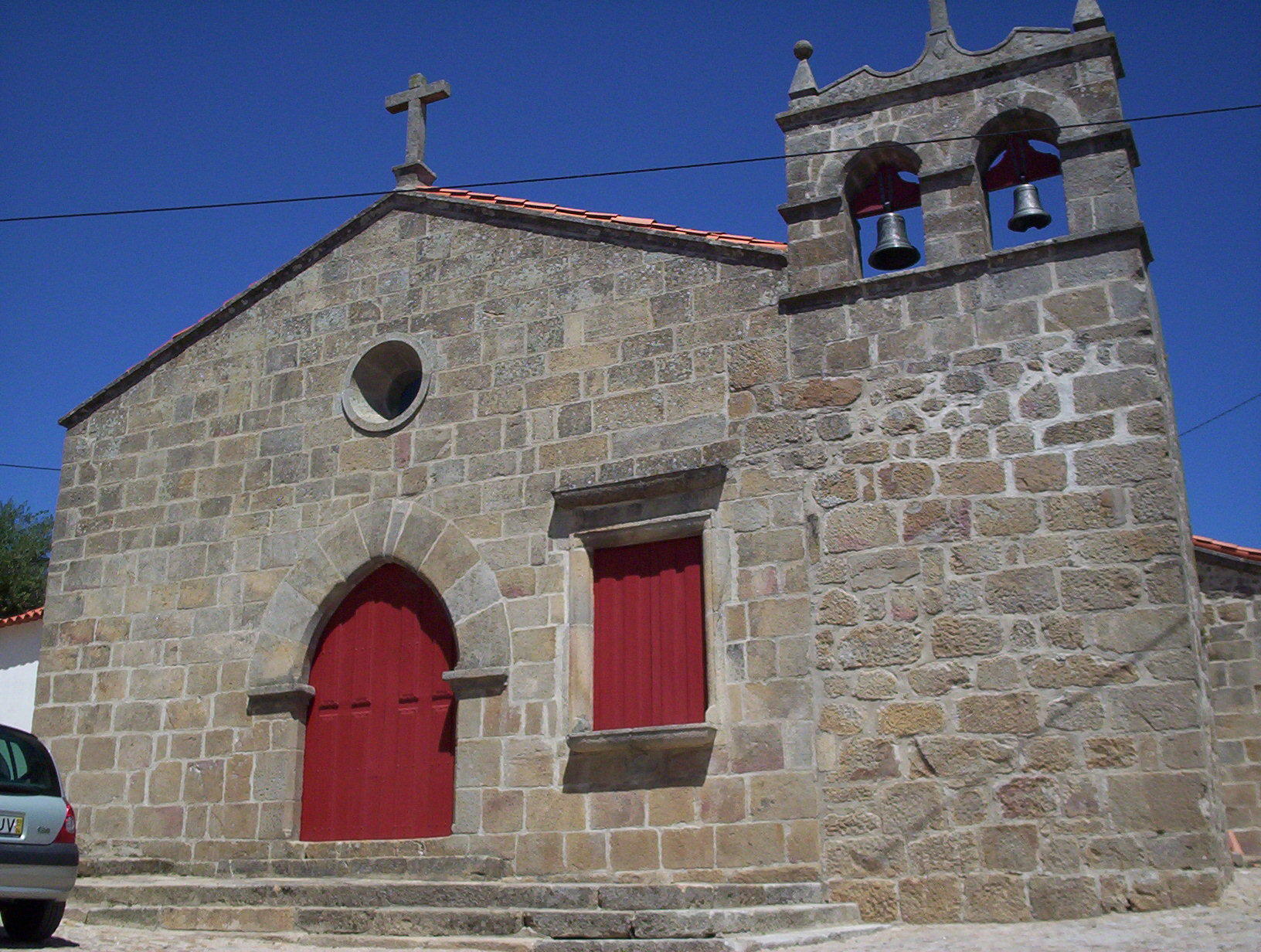
Замок
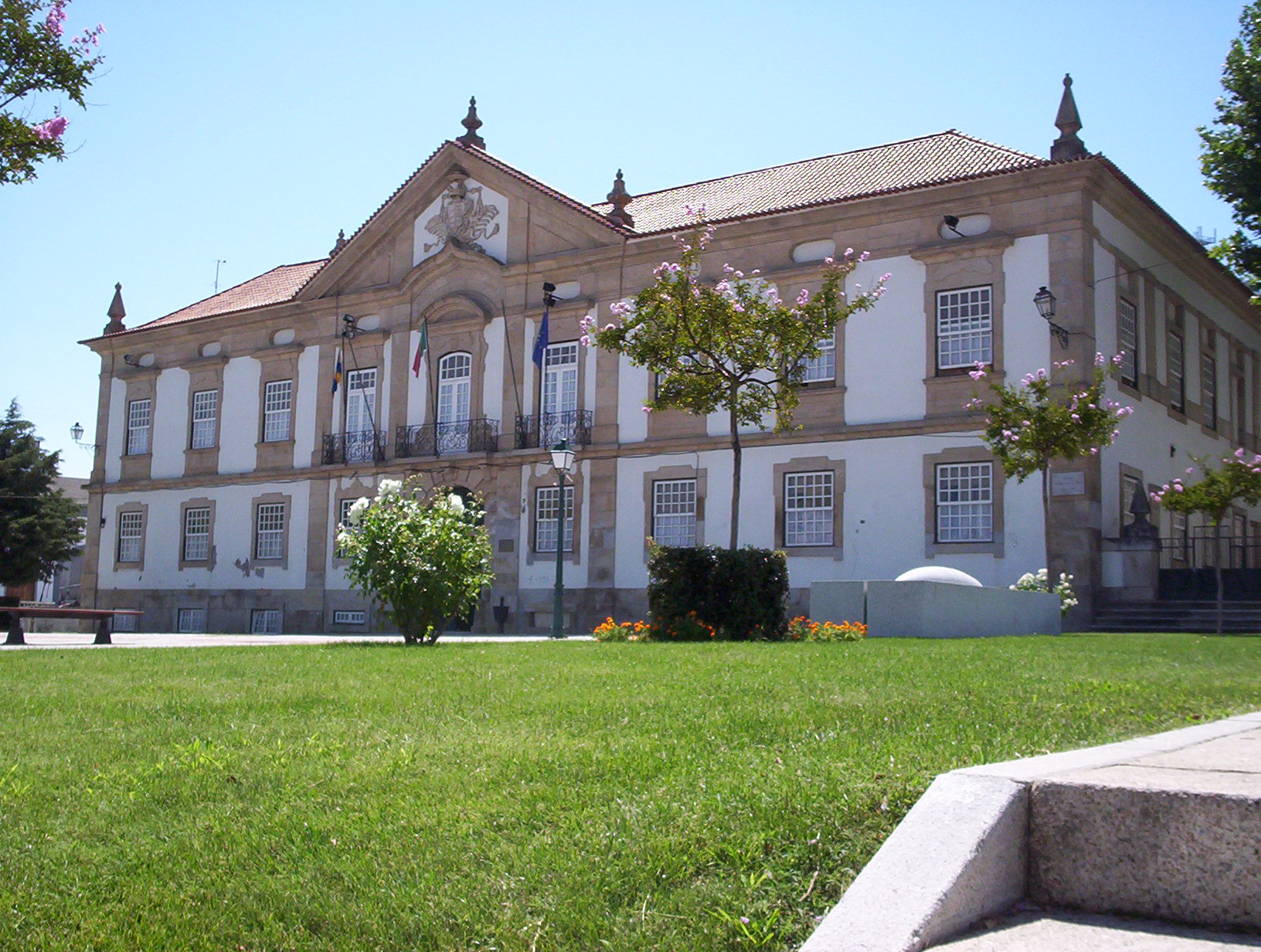
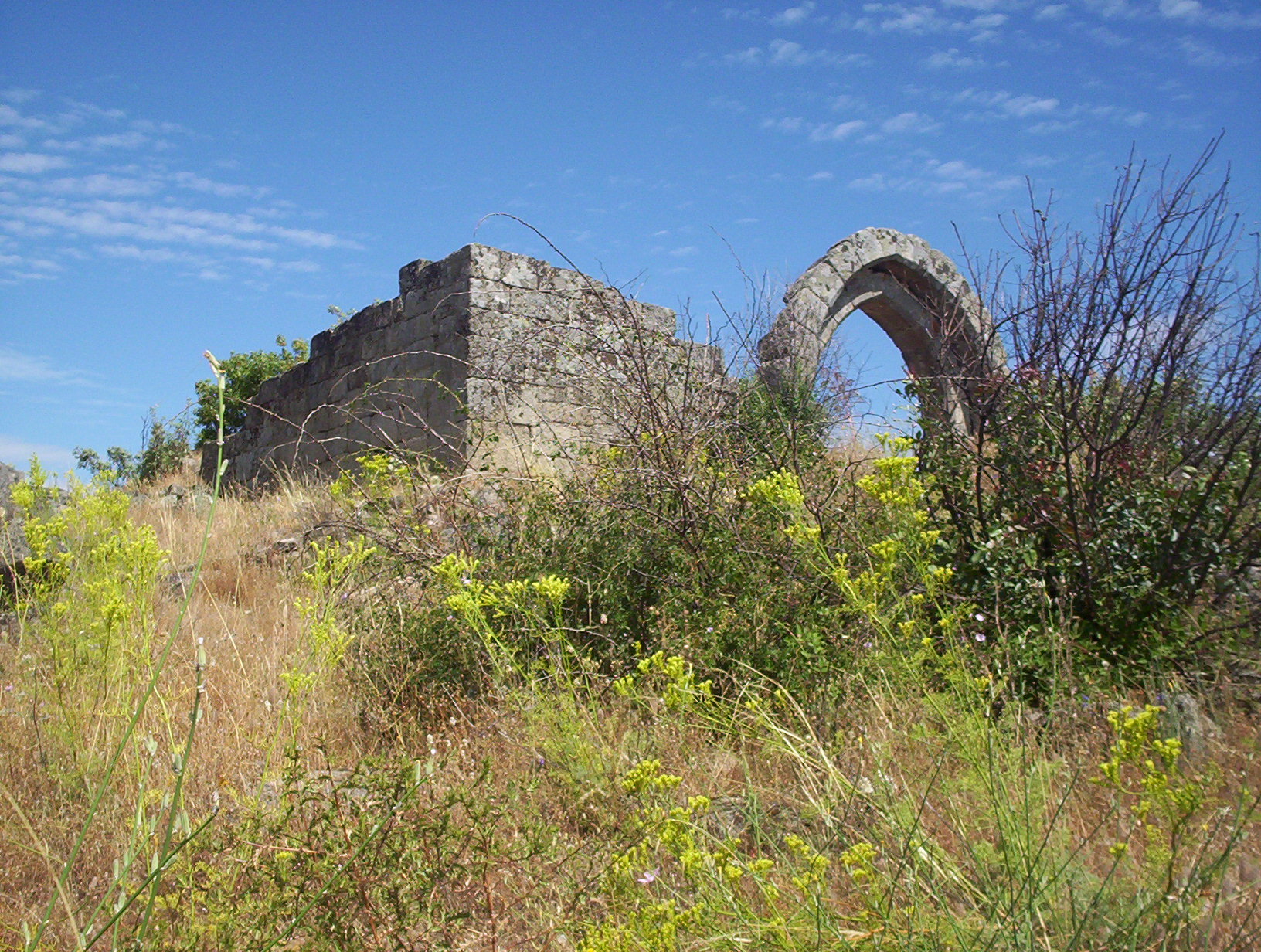
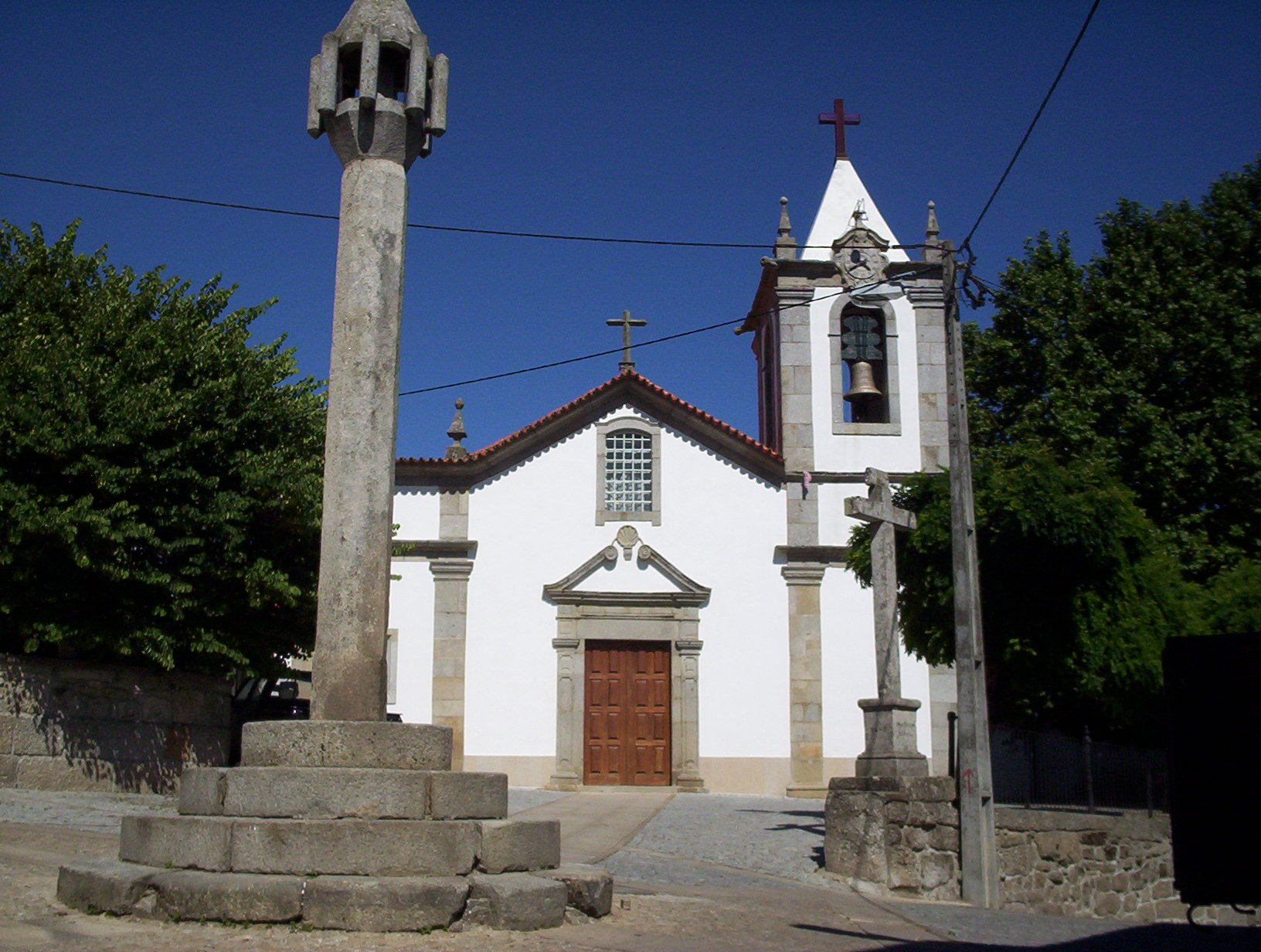
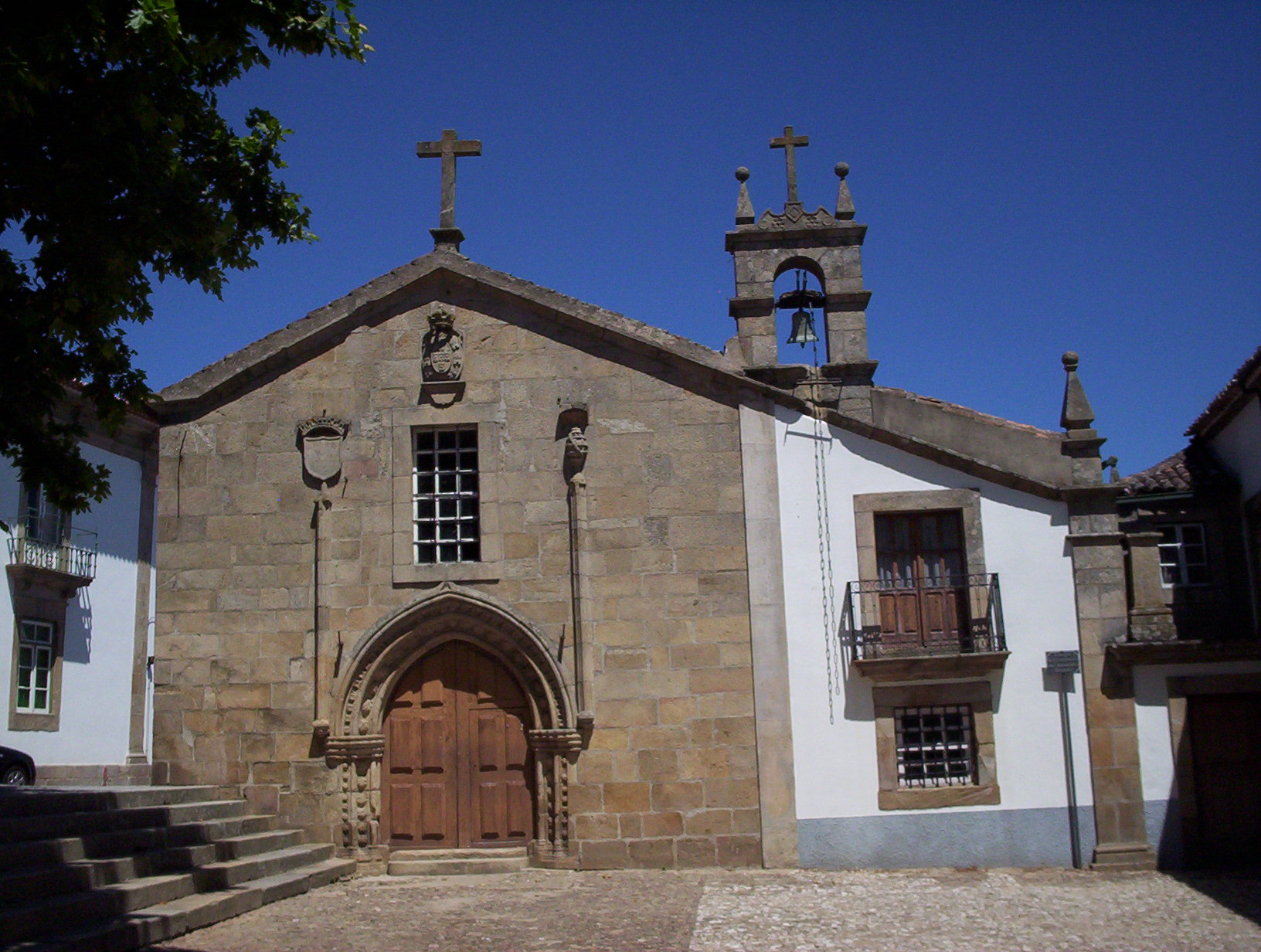
Собор
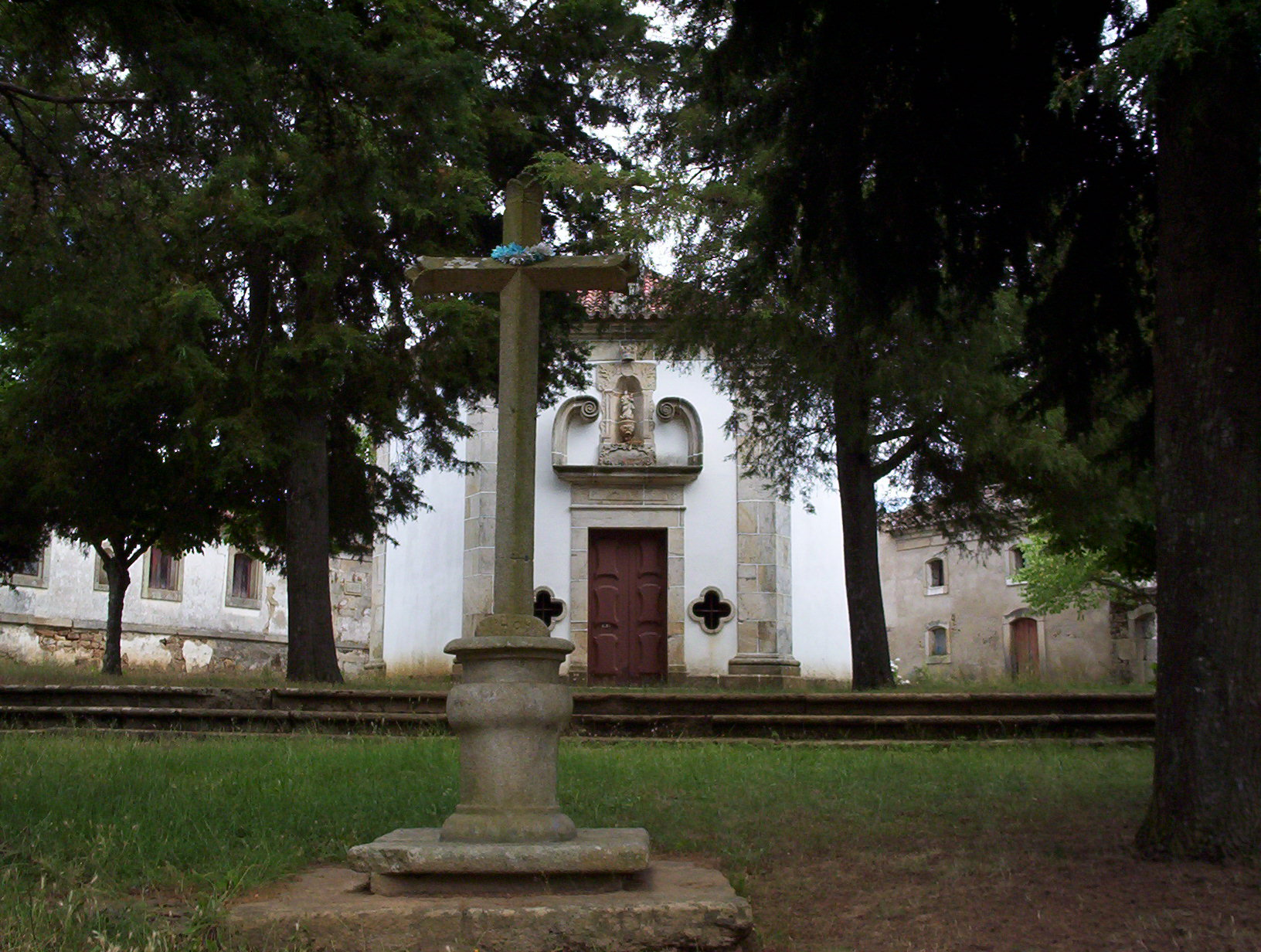